# Matías Pelletieri
Matías Luciano Pelletieri (Buenos Aires, 31 luglio 1979) è un ex cestista argentino con cittadinanza italiana.

## Carriera
Con l'Argentina ha disputato i Giochi panamericani di Santo Domingo 2003.